# Vela Luka (Krk)
Vela Luka je uvala na otoku Krku u Republici Hrvatskoj.

## Zemljopis
Nalazi se na krajnjem jugoistoku otoka Krka na području općine Baška, a na morskom putu iz Baške prema Senju. Duga je oko 1,8 km, a široka oko 400 metara. S jugoistične strane ju zatvara rt Sokol. Na ulazu u uvalu dubina je preko 60 metara, a od sredine uvale dubina postepeno pada. Dno je pretežno pjeskovito. Na kraju uvale je velika pješćana plaža. U uvali je nekoliko uglavnom ruševnih objekata. U funkciji je samo objekt na plaži koji ljeti radi kao ugostiteljski objekt. U njegovoj blizini je i betonski mul, ali je dubina uz njega tek do 1,5 metara. Nešto je veća dubina ( 2-3 m.) uz mul u obliku slova „L“ koji se nalazi na istočnoj obali uvale.Na kraju uvale postoji izvor pitke vode.
Osim morem, do uvale se može doći i stazama iz Baške. Staza je duga oko 6 km te se uzdiže na 300-tinjak metara visine, a potom spušta do mora. Staze su vrlo interesantne zbog velikog broja krških fenomena ( kanjoni, klisure ), mnoštva stoljećima rađenih pastirskih suhozida te puno panoramskih vidikovaca na Bašku, otok Prvić, Senjska vrata te Velu i Malu Luku.

## Navigacija
Uvala je otvorena prema jugu pa vjetar jugo u njoj stvara velike valove. Iako djeluje zaklonjena od bure, nije podobna ni za zaklon od tog vjetra jer se burom stvoreni valovi odbijaju od zapadnih obala uvale i stvaraju vrtloge i veliku uznemirenost mora. Međutim, izlazak plovilom iz uvale po buri je još opasniji jer se dolazi na područje gdje su jedni od najjačih udara bure na Jadranu. Najčešći vjetar je bura koja je i ljeti vrlo česta.

## Povijest
Na području između Vele i Male Luke, koje se naziva Bosar, u antici je postojalo rimsko naselje. Ono je očito služilo za nadgledanje strateški važnih Senjskih vrata. Na tom su području pronađeni ostaci rimske gline i falsificirani rimski novac. Navodno je nađeno i nešto zlatnog bizantskog novca, a što ide u prilog teoriji da je i u vrijeme bizantske vlasti na Krku, također na tom mjestu postojalo naselje koje u lokalnim legendama ima naziv Corinthia. Osim toga na brdu ponad ostataka tog naselja su i ruševine bizantske utvrde iz vremena cara Justinijana ( 6. st. ). Od naselja su ostale tek nakupine kamenja koje upućuju na razmještaj nekadašnjih kuća i zgrada. 
Čitav prostor nekad je bio pod vinogradima u vlasništvu bašćanske obitelji Dujmović. Nakon Drugog svjetskog rata vinogradi su nacionalizirani, a potom dani zadruzi na korištenje, ali su ubrzo napušteni.
Na području Bosar su ruševine crkvice sv. Nikole koja se prvi put spominje 1426. godine. Već 1590. godine je u lošem stanju, a 1603. godine se spominje da je bez oltara i krova. Danas postoje još uvijek svi zidovi pa i apsida. 
Osim ove, pronađeni su ostaci još dviju crkvica.

## Turizam
Osim ugostiteljskog objekta u uvali nema drugih turističkih sadržaja. Ljeti iz Baške turiste u uvalu dovoze barkarioli ( taksi brodovi ); u pravilu ih ujutro dovoze, a na večer vraćaju u Bašku.
Uvala Vela i susjedna Mala Luka smatraju se jednima od najljepših uvala na Jadranu.   

## Vanjske poveznice
- Karta općine Baška  Arhivirana inačica izvorne stranice od 23. srpnja 2010. (Wayback Machine)